# ماتئو روستی
ماتئو روستی (انگلیسی: Matteo Rossetti؛ زادهٔ ۲۳ ژوئیهٔ ۱۹۹۸) بازیکن فوتبال است.
از باشگاه‌هایی که در آن بازی کرده‌است می‌توان به باشگاه فوتبال آلساندریا اشاره کرد.